# 아오에 미나

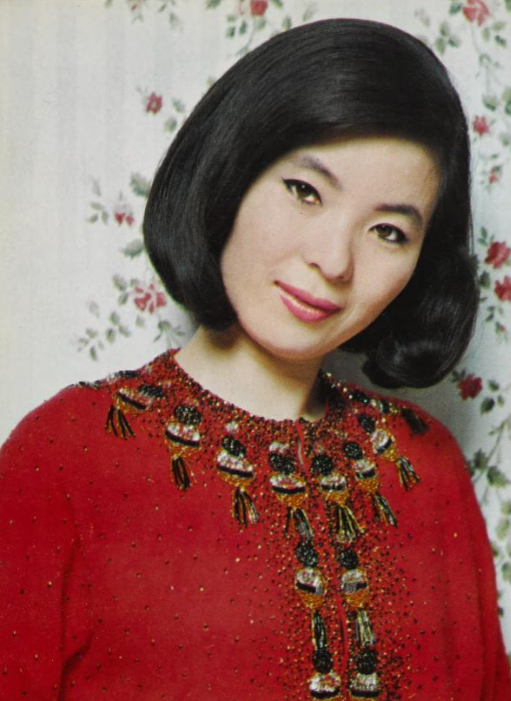

아오에 미나(일본어: 青江 三奈, 1941년 5월 7일 ~ 2000년 7월 2일)은 일본의 가수이다. 본명은 이하라 시즈코(井原静子)였다. 연예계에서 활동할 때는 프로필 상의 생년월일을 1945년 7월 7일로 하고 있었다.

## 생애
도쿄도 고토구 스나마치(砂町)에서 태어났으며, 도쿄 세이도쿠학원 고등부(成徳学園高等部)를 졸업했다.
가수 데뷔 전까지 긴자의 바에서 노래를 부르고 있던 이하라는 1966년 〈황홀의 블루스〉로 데뷔하였으며, 이 작품이 80만 장이 넘게 판매되며 성공을 거뒀다. "아오에 미나"라는 예명은 이 곡을 작사한 카와우치 코한 (川内康範)이 잡지 《주간 신조》(週刊新潮)에 연재했던 소설 《황홀》의 여자 주인공 이름에서 유래한다.
1968년 〈이세자키초 블루스〉가 100만 장, 〈나가사키 블루스〉는 120만 장을 판매하며 밀리언 셀러가 되었으며, 〈이세자키초 블루스〉는 제10회 일본레코드대상에서 가창상을 받으며, 제1회 일본유선대상에서도 스타상을 수상했다. 이후로는 이렇다할 히트곡은 잘 나오지 않았으나, 1990년 〈레이디 블루스〉로 제32회 일본레코드대상에서 우수앨범상을 수상하는 등의 성과를 거뒀다.
NHK 홍백가합전의 단골 인사로서도 알려져있으며, 첫 출연은 1966년의 제17회였다. 이후 1968년 (제19회)에 다시 참가하여 1983년 (제34회)까지 16년 연속으로 출연했다. 1990년 〈황홀의 블루스〉의 작곡가인 하마구치 쿠라노스케 (浜口庫之助)가 사망하여 추모 기획의 형태로 오래간만에 출연했으나, 이때가 아오에의 생애 마지막 홍백가합전 출연이 된다.
1998년 어느 날, 아오에는 허리에 극심한 통증을 호소하여 병원을 방문하였고 췌장암을 진단받았다. 그러나 병을 숨기고 일정을 일절 취소하지 않은 채 노래를 계속하였다. 1999년 1월 23일 시부야에서의 콘서트를 마지막으로 요양하였다. 같은 해 2월 6일에 9시간에 걸친 대수술이 성공적으로 끝나 4월에 퇴원하나, 이듬해 2월 컨디션이 악화해 재입원했고 췌장암이 전이된 것이 발견되었다. 이후 입원과 퇴원을 반복하며 투병 생활을 이어오다 2000년 7월 2일을 기해 59세의 나이로 사망했다.
사망하기 약 두 달 전에 병상에서 젊은 날 동거했던 작곡가 하나 레이지 (花礼二)와 혼인신고서에 사인하여 결혼했으며, 이로 인해 하나와 아오에의 형제들 사이에서 유산 쟁탈전이 벌어지는 사건이 벌어지기도 했다.